# InfiniBand
InfiniBand es un bus de comunicaciones serie de alta velocidad, baja latencia y de baja sobrecarga de CPU, diseñado tanto para conexiones internas como externas.
Sus especificaciones son desarrolladas y mantenidas por la Infiniband Trade Association (IBTA).

## Descripción
|       | Año         | Código de línea | Código de línea | Tasa de señal (Gbit/s) | Tasa de transferencia efectiva (Gb/s) | Tasa de transferencia efectiva (Gb/s) | Tasa de transferencia efectiva (Gb/s) | Tasa de transferencia efectiva (Gb/s) | Latencia del adaptador (µs) |
| 1x    | Año         | Código de línea | Código de línea | Tasa de señal (Gbit/s) | 4x                                    | 8x                                    | 12x                                   |                                       | Latencia del adaptador (µs) |
| ----- | ----------- | --------------- | --------------- | ---------------------- | ------------------------------------- | ------------------------------------- | ------------------------------------- | ------------------------------------- | --------------------------- |
| SDR   | 2001, 2003  | NRZ             | 8b/10b          | 2,5                    | 2                                     | 8                                     | 16                                    | 24                                    | 5                           |
| DDR   | 2005        | NRZ             | 8b/10b          | 5                      | 4                                     | 16                                    | 32                                    | 48                                    | 2,5                         |
| QDR   | 2007        | NRZ             | 8b/10b          | 10                     | 8                                     | 32                                    | 64                                    | 96                                    | 1,3                         |
| FDR10 | 2011        | NRZ             | 64b/66b         | 10,3125                | 10                                    | 40                                    | 80                                    | 120                                   | 0,7                         |
| FDR   | 2011        | NRZ             | 64b/66b         | 14,0625                | 13,64                                 | 54,54                                 | 109,08                                | 163,64                                | 0,7                         |
| EDR   | 2014        | NRZ             | 64b/66b         | 25,78125               | 25                                    | 100                                   | 200                                   | 300                                   | 0,5                         |
| HDR   | 2018        | PAM4            | 64b/66b         | 53,125                 | 50                                    | 200                                   | 400                                   | 600                                   | <0,6                        |
| NDR   | 2022        | PAM4            | 256b/257b       | 106,25                 | 100                                   | 400                                   | 800                                   | 1200                                  | a confirmar                 |
| XDR   | a confirmar | a confirmar     | a confirmar     | 200                    | 200                                   | 800                                   | 1600                                  | 2400                                  | a confirmar                 |
| GDR   | a confirmar | a confirmar     | a confirmar     | 400                    | 400                                   | 1600                                  | 3200                                  | 4800                                  | a confirmar                 |

Al igual que Fibre Channel, PCI Express y otros modos de interconexión modernos, Infiniband usa un bus serie bidireccional de tal manera que evita los problemas típicos asociados a buses paralelos en largas distancias (en este contexto, una habitación o edificio). A pesar de ser una conexión serie, es muy rápido, ofreciendo una velocidad bruta de unos 2,5 Gigabits por segundo (Gbps) en cada dirección por enlace. Infiniband también soporta doble e incluso cuádruples tasas de transferencia de datos, llegando a ofrecer 5 Gbps y 10 Gbps respectivamente. Se usa una codificación 8B/10B, con lo que, de cada 10 bits enviados solamente 8 son de datos, de tal manera que la tasa de transmisión útil es 4/5 de la media. Teniendo esto en cuenta, los anchos de banda ofrecidos por los modos simple, doble y cuádruple son de 2, 4 y 8 Gbps respectivamente.
Los enlaces pueden añadirse en grupos de 4 o 12, llamados 4X o 12X. Un enlace 12X a cuádruple ritmo tiene un caudal bruto de 120 gbps, y 96 Gbps de caudal eficaz. Actualmente, la mayoría de los sistemas usan una configuración 4X con ritmo simple, aunque los primeros productos soportando doble ritmo ya están penetrando en el mercado. Los sistemas más grandes, con enlaces 12X se usan típicamente en lugares con gran exigencia de ancho de banda, como clústeres de computadores, interconexión en superordenadores y para interconexión de redes.
La latencia teórica de estos sistemas es de unos 160ns. Las reales están en torno a los 6 µs, dependiendo bastante del software y el firmware.
Infiniband usa una topología conmutada de forma que varios dispositivos pueden compartir la red al mismo tiempo (en oposición a la topología en bus). Los datos se transmiten en paquetes de hasta 4 kB que se agrupan para formar mensajes. Un mensaje puede ser una operación de acceso directo a memoria de lectura o escritura sobre un nodo remoto (RDMA), un envío o recepción por el canal, una operación de transacción reversible o una transmisión multicast.

Al igual que en el modelo de canal usado en la mayoría de los mainframes, todas las transmisiones empiezan o terminan con un adaptador de canal. Cada procesador contiene un host channel adapter (HCA) y cada periférico un target channel adapter (TCA). Estos adaptadores también pueden intercambiar información relativa a la seguridad o a la calidad de servicio del enlace. 

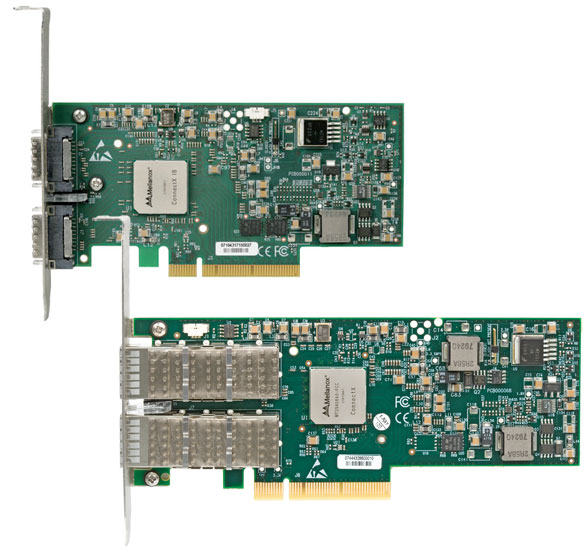
Ejemplo de adaptadores de puerto InfiniBand hacia bus PCI Express 2.0

## Historia
Infiniband surge como resultado de la unión de dos diseños competidores, Future I/O, desarrollado por Compaq, IBM y Hewlett-Packard, junto con Next Generation I/O (ngio), diseñado por Intel, Microsoft y Sun Microsystems. A su vez, el diseño de Compaq tuvo su origen en Servnet, de Tandem Computer Inc. Unidas ya ambas ramas, durante un breve período de tiempo el nombre de la tecnología fue System I/O, hasta que finalmente se cambió a Infiniband.
Infiniband se diseñó en un principio como una red a nivel de sistema que valdría para conectar procesadores y proporcionar funciones de entrada/salida de alta velocidad para las aplicaciones de bajo nivel. Jugando este papel podría desplazar a muchos estándares de entrada/salida de datos, como PCI, Fibre Channel e incluso algunas redes como Ethernet. En su lugar, todas las CPUs y periféricos se conectarían a un solo nodo de conmutación Infiniband. Esta visión ofrecía un gran número de ventajas aparte de la alta velocidad, como por ejemplo que la entrada/salida dejaría de cargar a los procesadores y dispositivos de almacenamiento. En teoría, esto permitiría crear clústeres a menor precio y con mayor facilidad, porque los dispositivos podrían ser compartidos y movidos fácilmente según la carga de trabajo. Una visión no tan revolucionaria consistía en ver Infiniband como una conexión de baja latencia y gran ancho de banda para datacenters, con enlaces conectando quizá solamente los servidores y almacenamiento, dejando el resto de las conexiones a otros protocolos y estándares como PCI. 
Sin embargo, el uso dado a Infiniband ha sido incluso menor. Hoy en día se usa en su mayor parte para clústeres de alto rendimiento, aunque ha habido esfuerzos para adaptar el estándar a conexiones entre máquinas de bajo coste para aplicaciones comerciales y técnicas más usuales. Del TOP500 de Supercomputadores, unas cuantas han usado Infiniband incluyendo el System X de Virginia Tech.
A pesar de no haberse convertido en la tecnología de red multiuso, Infiniband está teniendo más éxito que otras soluciones de conexión entre computadoras, como Quadrics (QsNet) y Myricom (Myrinet). En el segmento de las supercomputadoras, la competencia de Infiniband sigue siendo el bajo costo y relativa difusión de Gigabit Ethernet. Además, los profesionales de redes e informática poseen un vasto conocimiento y experiencia en instalación de Ethernet. Conforme gigabit Ethernet evolucione hacia 10-gigabit Ethernet, Infiniband se enfrentará a una competencia aún más dura. Infiniband conservará un throughput máximo global mayor (en hardware QDR), pero al nivel de 10 Gbit/s y niveles inferiores, la ventaja principal de Infiniband es su arquitectura (más que su velocidad). Otros competidores con Infiniband son las diversas TCP y Ethernet mejoradas, como TCP Offload Engine, y  RDMA Ethernet.
Recientemente, SGI ha presentado productos de almacenamiento con "adaptadores objetivo" Infiband.